# Megachile orba
Megachile orba là một loài Hymenoptera trong họ Megachilidae. Loài này được Schrottky mô tả khoa học năm 1913.